# San Cristóbal, La Piedad
San Cristóbal är en ort i Mexiko.   Den ligger i kommunen La Piedad och delstaten Michoacán de Ocampo, i den centrala delen av landet, 300 km väster om huvudstaden Mexico City. San Cristóbal ligger 1 653 meter över havet och antalet invånare är 128.
Terrängen runt San Cristóbal är platt åt nordost, men åt sydväst är den kuperad. Runt San Cristóbal är det tätbefolkat, med 343 invånare per kvadratkilometer. Närmaste större samhälle är La Piedad Cavadas, 7,6 km sydost om San Cristóbal. I omgivningarna runt San Cristóbal växer huvudsakligen savannskog.